# Phare de Grebeni
Le phare de Grebeni (en croate : Svjetionik Hridi Grebeni) est un phare actif sur l'île de grebeni à l'ouest de l'entrée du port de Dubrovnik, dans le Comitat de Dubrovnik-Neretva en Croatie. Le phare est exploité par Plovput , une compagnie du Gouvernement de la République de Croatie.

## Histoire
L'îlot de Grebeni se trouve à 800 mètres du rivage à l'ouest de Dubrovnik.

## Description
Le phare  est une tourelle carrée en pierre de 13 m de haut, avec galerie et lanterne centrée sur une maison de gardien d'un étage. Le bâtiment est en pierre non peinte et la lanterne est blanche. Il émet, à une hauteur focale de 27 m, trois éclats blancs toutes les 10 secondes. Sa portée est de 10 milles nautiques (environ 19 km).
Identifiant : ARLHS : CRO-054 - Amirauté : E3598 - NGA : 14040 .

## Caractéristiques dufeu maritime
Fréquence : 10s (W-W-W)
- Lumière : 0.5 seconde
- Obscurité : 2 secondes
- Lumière : 0.5 seconde
- Obscurité : 2 secondes
- Lumière : 0.35 seconde
- Obscurité : 4.5 secondes

|          |
| Le phare |

|          |
| Le phare |

### Lien connexe
- Liste des phares de Croatie